# Депортации немцев России в период Первой мировой войны
- 2 февраля 1915 года. В связи с войной российское правительство приняло законы о принудительном отчуждении земель у выходцев из Германии и Австро-Венгрии в западных губерниях. Решением Сената подданные враждебных государств лишались судебной защиты; закрывались немецкие школы и газеты в России; немцы подлежали высылке из местностей, объявленных на военном положении. Из Москвы было выслано около двух тысяч германских и австрийских подданных. Позднее эти «ликвидационные законы» распространятся и на другие губернии и области страны.
- 25—29 мая 1915. Немецкий погром в Москве. Число активных погромщиков в пик волнений достигало 100—120 тысяч человек.
- 1 июня 1915. Указ об обязательном увольнении всех немцев с московских предприятий и прекращении деятельности в городе немецких фирм.
- 13 декабря 1915 года. Правительство готовит указ, согласно которому все немецкое население Поволжья подлежало выселению в Сибирь. Выселение планировалось начать с весны 1917 года.
- 6 февраля 1917 года. Император Николай Второй санкционирует применение «ликвидационных законов» об экспроприации земель к поволжским немцам.
- 2—3 марта 1917 года. Победа Февральской революции в Петрограде и в Саратове.
- 11 марта 1917 года Специальным постановлением было приостановлено исполнение всего «ликвидационного» законодательства, направленного против немецкого населения России. В постановлении указывалось, что окончательное решение по этому вопросу должно принять Учредительное собрание.

В России с первых дней Первой мировой войны стали бурно развиваться антинемецкие настроения, выливавшиеся в стихийные погромы и убийства немцев живущих в России. Достоверно неизвестно были ли подобные инциденты в Джигинке, но тяжесть официальной дискриминации джигинские немцы ощутили сполна.
После начала Первой мировой войны российское правительство начало последовательные репрессии против живущих в Российской Империи немцев. Уже 2 февраля 1915 года Совет министров принял три закона, получивших прозвание «ликвидационных»: «О землевладении и землепользовании в государстве Российском австрийских, венгерских, германских или турецких подданных», «О прекращении землевладения и землепользования австрийских, венгерских или германских выходцев в приграничных местностях», «О землевладении и землепользовании некоторых разрядов, состоящих в русском подданстве австрийских, венгерских или германских выходцев». Эти законы лишали граждан России немецкой национальности права владеть и обрабатывать земли в пределах 150-верстной полосы «вдоль существующей государственной границы с Германией и Австро-Венгрией и прилегающего к сей полосе района» и в пределах 100-верстной полосы «вдоль государственной границы в Бессарабской губернии, побережья Черного и Азовских морей с их заливами, включая всю территорию Крымского полуострова, и по всей государственной границе в Закавказье от Чёрного до Каспийского морей».
Кроме того по указу 1916 года, все немцы чьи предки получили российское подданство менее 100 лет назад, становились военнопленными и подлежали интернированию.